# Pirmeda travancora
Pirmeda travancora är en insektsart som beskrevs av Henry, G.M. 1940. Pirmeda travancora ingår i släktet Pirmeda och familjen vårtbitare. Inga underarter finns listade i Catalogue of Life.